# Graphania atristriga
Graphania atristriga är en fjärilsart som beskrevs av Walker 1865. Graphania atristriga ingår i släktet Graphania och familjen nattflyn. Inga underarter finns listade i Catalogue of Life.